# Локхарт Стэдиум
«Ло́кхарт Стэ́диум» (англ. Lockhart Stadium) — бывший футбольный стадион в городе Форт-Лодердейл, штат Флорида, США. Также использовался для американского футбола.

## История
Стадион был построен в 1959 году для привлечения интереса к занятию спортом в местных старших школах. Являлся частью комплекса, также включавшего в себя бейсбольный боллпарк «Форт-Лодердейл Стэдиум». Ранее использовался для проведения матчей по американскому футболу нескольких школьных команд (Fort Lauderdale High School, Stranahan High School, Northeast High School и Dillard High School).
«Локхарт Стэдиум» являлся домашним стадионом для команды оригинальной Североамериканской футбольной лиги «Форт-Лодердейл Страйкерс» в 1977—1983 годах, клуба MLS «Майами Фьюжн» в 1998—2001 годах и клуба второй Североамериканской футбольной лиги «Форт-Лодердейл Страйкерс», до 2011 года называвшегося «Майами», в 2009—2016 годах.
В 1998 году стадион принимал ответный матч Межамериканского кубка между «Ди Си Юнайтед» и «Васко да Гамой».
Стадион был снесён в 2019 году. В 2020 году на его месте был построен «Интер Майами Эф-си Стэдиум».